# Alpha-Galactosidase
L'α-galactosidase, également appelée α-galactosidase A et mélibiase, est une glycoside hydrolase qui catalyse l'hydrolyse de résidus terminaux non réducteurs d'α-D-galactose de α-D-galactosides, dont les oligosaccharides de galactose, les galactomannanes et les galactolipides. Présente chez tous les eucaryotes, cette enzyme diffère selon sa fonction et l'organisme dans lequel on la trouve. Si elle hydrolyse généralement les α-galactopyranosides, certaines sont capables d'hydrolyser également les α-D-fucopyranosides.
Il s'agit d'une glycoprotéine dimérique lysosomale qui hydrolyse de préférence les trihexosides de céramides et est capable de cliver le mélibiose en galactose et glucose. Elle est codée par le gène GLA. Certaines mutations de ce gène affectent la biosynthèse, la maturation et la stabilité de cette enzyme, dont la déficience conduit à la maladie de Fabry, une maladie lysosomale rare doublée d'une sphingolipidose (en) résultant de l'impossibilité de dégrader les résidus α-D-galactosyle des glycolipides.